# Ái phạm nhân
Ái phạm nhân (nghĩa đen: yêu người phạm tội) (tên khoa học: hybristophilia), còn gọi là Hội chứng Bonnie và Clyde (được đặt theo tên hai nhân vật là  Clyde Barrow, sát nhân với biệt danh "người dơi", và tình nhân của hắn, Bonnie Parker, đã được dựng thành  bộ phim cùng tên). Ái phạm nhân là một thuật ngữ được các nhà tội phạm học sử dụng để mô tả sự cuốn hút về mặt tình dục với những tên giết người đang bị giam giữ.

## Hội chứng
Hội chứng này thường xảy ra đối với phụ nữ nhiều hơn nam giới. Là một loại lệch lạc tình dục mà trong đó cảm xúc tình dục nảy sinh với một đối tác đã phạm tội như giết người, tra tấn, cưỡng hiếp...
Tuy nhiên, ái phạm nhân không phải lúc nào cũng khiến phụ nữ và đàn ông cảm thấy bị kẻ giết người hấp dẫn mà có nhiều động cơ khác nữa: như một số phụ nữ muốn tìm kiếm sự nổi tiếng hoặc tin rằng họ có thể thuần hóa con thú hoang dại trong một người đàn ông bạo lực.

## Quan điểm cho nguyên nhân
Mặc dù không có một khuôn mẫu chung cho phụ nữ yêu một tên tội phạm nhưng họ có điểm chung là đều có một tuổi thơ rắc rối. Trước đó, họ có thể đã bị cha mình hoặc những người đàn ông khác bạo hành hoặc một ai đó đã lạm dụng họ về tình cảm, thể xác, tình dục. Khi có quan hệ tình cảm với những tên tội phạm, những người phụ nữ này cảm thấy một điều gì đó giống như quyền lực. Họ tự ra quyết định, là người tự do được đến và được đi theo ý muốn. Họ cảm thấy an toàn hơn vì anh ta ở sau song sắt còn mình thì không. Nhiều người trong số những phụ nữ này tin rằng họ là người duy nhất có thể chạm vào con người thực ẩn sau con quái vật mà dư luận đang khắc họa sai lầm. Chỉ có họ mới có thể trao cho bạn trai tình yêu và sự ủng hộ mà anh ta xứng đáng, chỉ có họ mới có thể biết "cái tôi thực sự" và chứng minh rằng anh ta vô tội, hay ít nhất là bị công chúng hiểu lầm.

## Một số trường hợp tiêu biểu
- Charles Manson sau khi bị kết án vì tội giết người hàng loạt, trong đó có nữ diễn viên Sharon Tate, Charles Manson gây chấn động nước Mỹ những năm 1960 vẫn được phụ nữ yêu và theo đuổi. Charles Manson đã đính hôn với Afton Elaine Burton, một phụ nữ 26 tuổi có biệt danh Star (biệt danh "Ngôi sao" của Afton Elaine Burton cũng là do Charles Manson đặt cho) và điều hành một trang web mang tên "Hãy thả Charles Manson ngay bây giờ". Giấy phép kết hôn do hạt Kings County, bang California cấp.
- Ted Bundy: tên sát nhân hàng loạt, kẻ đã cưỡng hiếp và giết hơn 30 phụ nữ, từng nhận được hàng tá thư từ người hâm mộ nữ khi ở trong tù. Trong thư có cả ảnh khỏa thân, thậm chí lời cầu hôn dành cho hắn. Trong quá trình xét xử Ted Bundy, phụ nữ hâm mộ hắn thường xuất hiện trong phòng xử án, ăn mặc, để tóc như những phụ nữ mà hắn đã giết hại. Năm 1980, khi vẫn còn bị xét xử, Ted Bundy kết hôn với một trong những người hâm mộ mình là một bà mẹ hai con đã ly dị hai lần tên là Carole Anne Boone.
- Richard Ramirez hay còn gọi là "kẻ săn đêm"  bị kết án tử hình vì gây ra 13 vụ giết người. Richard Ramirez kết hôn với Doreen Lioy, biên tập viên tạp chí tự do.
- Anders Behring Breivik: thủ phạm trong Vụ tấn công Na Uy 2011. Tuần báo Morgenbladet tháng 11 năm 2015 tiết lộ mỗi năm Anders Behring Breivik nhận được ít nhất 800 lá thư, hầu hết từ những người hâm mộ là nữ giới. Trong phiên tòa năm 2012, Anders Behring Breivik thậm chí còn nhận được một lời cầu hôn của một cô gái mới 16 tuổi.[2][3]

## Các bệnh lệch lạc tình dục tương tự
- Lệch lạc tình dục
- Bạo dâm
- Khổ dâm
- Ái lão
- Ái nhi
- Ái tử thi
- Rối loạn tâm thần